# Climate (film)
Climate (titlul original: în franceză Climats) este un film dramatic francez, realizat în 1962 de regizorul Stellio Lorenzi, după romanul omonim al scriitorului André Maurois, protagoniști fiind actorii Marina Vlady, Jean-Pierre Marielle, Emmanuelle Riva și Alexandra Stewart.

## Rezumat
Philippe Marcenat, om de afaceri și cu bun simț, își adoră soția Odile cu o dragoste exclusivă. Aceasta își iubește soțul, dar se simte prizonieră a acestei iubiri și limitată în aspirațiile ei, vrea să-și vadă prietenii, se lasă curtată și toate astea nu ar fi grave dacă soțul ei nu ar fi prea strict și anumiți prieteni prea vorbăreți. Philippe, la rândul său, nu i-a acordat prea multă atenție colegei Isabelle căreia i se pare că are virtuțile care îi lipsesc Odilei. Întâlnirea lui François, un tânăr reporter dinamic, complică situația. Oare va fi iubirea conjugală suficient de puternică pentru a învinge atracția Odilei față de François? Poate tânăra Isabelle, în ciuda sacrificiului de sine, să-l facă pe Philippe să uite amintirea Odilei? Misa, prietena tinerei, îi va oferi lui Philippe o parte de fericire sau doar prin prezența ei o imagine distorsionată a Odilei?

## Distribuție
- Marina Vlady – Odile Marcenat
- Jean-Pierre Marielle – Philippe Marcenat
- Emmanuelle Riva – Isabelle
- Alexandra Stewart – Misa
- Michel Piccoli – François
- Gabrielle Dorziat – doamna Cheverny
- Renée Devillers – doamna Marceau
- Raymond Loyer – Jacques
- Jean Marchat – Didier Laurent
- Lucien Nat – domnul Marcenat
- Georges Géret –

## Literatură
- Maurois, André, Climate, tradus de Raul Joil, București, 1971: Editura Eminescu, Romanul de dragoste, p. 244;